# Oberliga Nordrhein

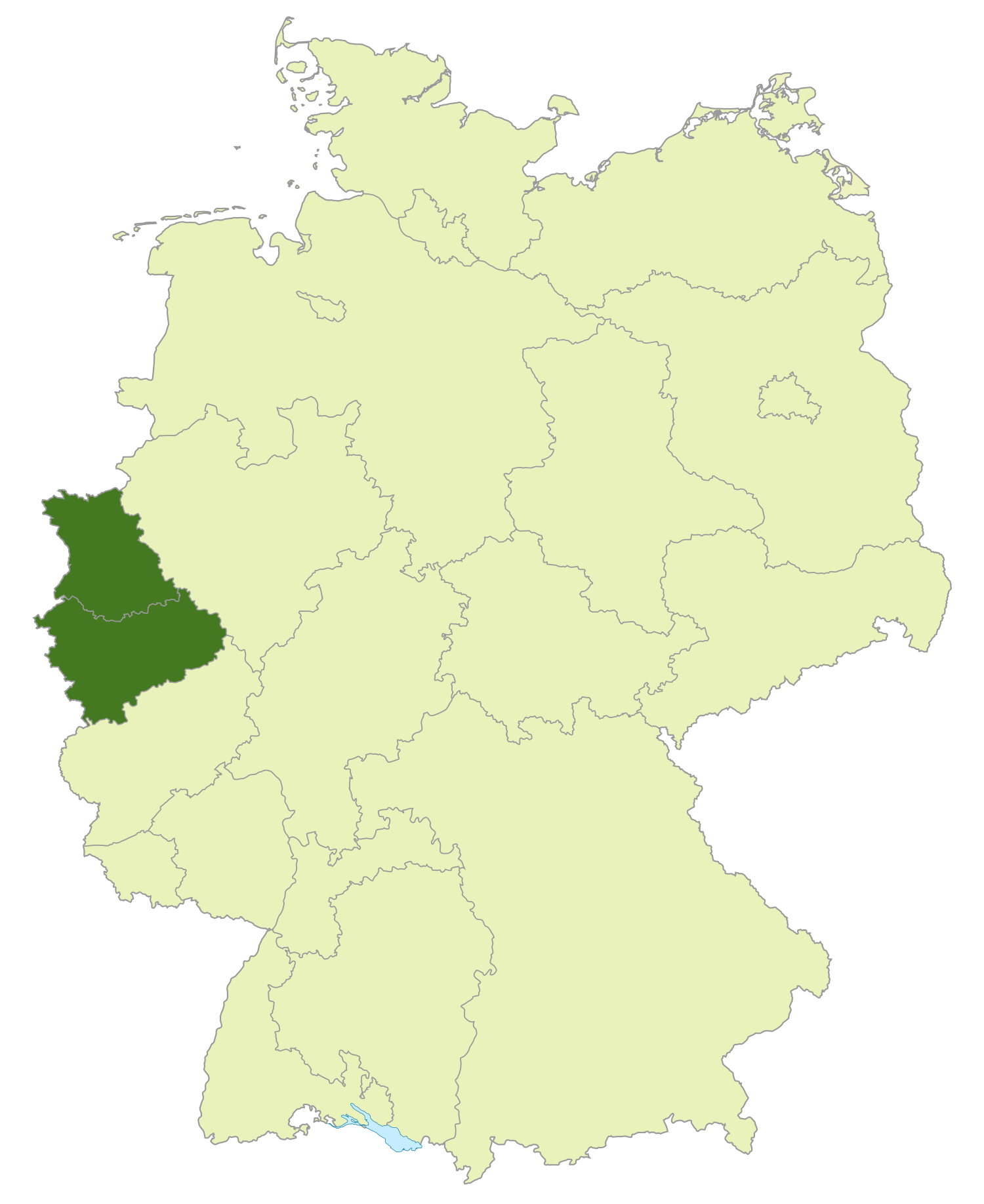
Kaart van Oberliga Nordrhein

De Oberliga Nordrhein was tot 2008 een van de hoogste amateurdivisie in het Duitse voetbal. Samen met nog 8 andere Oberliga's vormde deze afdeling het op vierde niveau in het Duitse voetbal. Promotie was mogelijk naar de Regionalliga Nord of Regionalliga Süd, degradatie naar de Verbandsliga of Landesliga. In 2008, na de invoering van de 3. Liga werd de Oberliga Nordrhein samengevoegd met de Oberliga Westfalen tot de nieuwe NRW-Liga.

## Clubs seizoen 2007/2008
- Alemannia Aachen II
- SSG 09 Bergisch Gladbach
- Bonner SC
- FC Germania Dattenfeld
- MSV Duisburg II
- TuRU Düsseldorf
- Fortuna Düsseldorf II
- Schwarz-Weiß Essen
- VfB Homberg
- 1. FC Kleve
- 1. FC Köln II
- Bayer 04 Leverkusen II
- Borussia Mönchengladbach II
- VfB Speldorf
- SV Straelen
- KFC Uerdingen 05
- SSVg Velbert
- Wuppertaler SV Borussia II